# Tetratheca fordiana
Tetratheca fordiana är en tvåhjärtbladig växtart som beskrevs av R.Butcher. Tetratheca fordiana ingår i släktet Tetratheca och familjen Elaeocarpaceae. Inga underarter finns listade i Catalogue of Life.